# Pignolata al miele
La pignolata al miele è un dolce tipico di alcune zone del meridione d'Italia, principalmente della Sicilia.
La Pignolata al miele è una variante delle Pignolata glassata Messinese. da cui li accomuna la forma a pigna fritta nello strutto, presente anche nell'impasto. Tradizionalmente viene usata in occasione delle feste Natalizie e di Carnevale.

## Caratteristiche
Il dolce è fatto da palline di pasta fritta e coperta di miele. A Reggio Calabria viene presentato in forma di pigna, da cui trae il nome.
Di recente si usa aggiungere zucchero colorato per decorare il dolce.
La pignolata ragusana prevede ancora la frittura dei tocchetti di pasta, poi ricoperti di caramello.
Secondo uno studio recente il dolce può farsi risalire ai rituali molto antichi di età pagana, precedenti ai saturnali, quando gli uomini usavano festeggiare l'inizio della primavera travestendosi da animali, orso, lupo, cervo etc. abbandonandosi a grandi mangiate e bevute, feste che hanno dato origine al carnevale, trasferitosi poi in età cristiana. In quelle occasioni un dolce ricoperto di miele ed a forma di pigna simboleggiava il risveglio della foresta.